# زئونوز
بیماری مشترک انسان و جانوران یا زُئونوز (انگلیسی: Zoonosis) به بیماری‌های عفونی گفته می‌شود که بین جانوران (عموماً مهره‌داران) و انسان به صورت طبیعی قابل انتقال هستند. این بیماری‌ها می‌توانند توسط عوامل مختلفی از جمله ویروس‌ها، باکتری‌ها، قارچ‌ها، انگل‌ها و پریون‌ها ایجاد شوند. بر اساس گزارش سازمان جهانی بهداشت، حدود ۶۰٪ از بیماری‌های عفونی شناخته‌شده در انسان و ۷۵٪ از بیماری‌های نوپدید از جانوران سرچشمه می‌گیرند.

## طبقه‌بندی
زئونوزها بر اساس مسیر انتقال و میزبان نهایی به سه دسته اصلی تقسیم می‌شوند:
- مستقیم (Orthozoonoses): انتقال مستقیم از حیوان به انسان بدون نیاز به ناقل (مثال: هاری، سیاه‌زخم)
- چرخه‌ای (Cyclozoonoses): نیاز به بیش از یک مهره‌دار برای تکمیل چرخه زندگی عامل بیماری‌زا (مثال: کیست هیداتید)
- متازئونوز (Metazoonoses): انتقال از طریق ناقل بی‌مهره مانند حشرات (مثال: تب دانگ، تب کریمه-کنگو)

### بر اساس عامل بیماری‌زا
- ویروسی: ابولا، کووید-۱۹، هاری
- باکتریایی: سیاه‌زخم، بروسلوز، طاعون
- قارچی: کریپتوکوکوزیس، درماتوفیتوز
- انگلی: توکسوپلاسموز، لیشمانیوز، مالاریا
- پریونی: انسفالوپاتی اسفنجی گاوی (جنون گاوی)

## مکانیسم‌های انتقال
راه‌های اصلی انتقال زئونوزها شامل موارد زیر است:
- تماس مستقیم: لمس حیوان آلوده یا ترشحات آن (مثال: هاری از طریق گازگرفتگی)
- غذایی: مصرف محصولات حیوانی آلوده (مثال: سالمونلا از تخم مرغ خام)
- آب‌آلود: نوشیدن آب آلوده به مدفوع حیوانات (مثال: لپتوسپیروز)
- ناقلین: انتقال توسط حشرات یا کنه‌ها (مثال: تب دانگ توسط پشه)
- محیطی: استنشاق ذرات آلوده (مثال: سیاه‌زخم ریوی)

## بیماری‌های منتقل‌شونده از راه غذا
مهم‌ترین عوامل بیماریزای زئونوزی که باعث بیماری‌های واگیر (منتقل‌شونده) از راه غذا می‌شوند، عبارتند از:
- اشریشیا کولی O157:H7
- کمپیلوباکتر
- کالیسی ویریده
- سالمونلا
- بوتولیسم

در سال ۲۰۰۶ میلادی، همایشی در برلین برگزار شد که هدف آن بررسی اثر عوامل بیماریزای زئونوزی بر روی امنیت و سلامت غذایی بود. در این همایش از دولت‌ها خواسته شد که در این زمینه پیشگام شوند و همچنین از مردم درخواست شد که هوشیار باشند و به این طریق خطر بیماری‌های منقل شونده از راه غذا را در مسیر مزرعه تا سفره غذا کاهش دهند.
بسیاری از موارد شیوع گسترده یک بیماری در پی مصرف غذا، ریشه در عوامل بیماریزای زئونوزی دارند. بسیاری از غذاهایی که از جانوران به دست می‌آیند ممکن است آلوده شوند. برخی از غذاهای مستعد آلوده شدن با عوامل بیماریزای زئونوزی عبارتند از: تخم مرغ، غذاهای دریایی، گوشت، فراورده‌های شیری و حتی برخی سبزیجات.

## همه‌گیرشناسی
برخی عوامل افزایش‌دهنده ظهور زئونوزها عبارتند از:
- تغییرات کاربری زمین و جنگل‌زدایی
- تجارت غیرقانونی حیات وحش
- تغییرات اقلیمی و گسترش زیستگاه ناقلین
- افزایش تماس انسان-حیوان در سیستم‌های پرورش صنعتی

## پیشگیری و کنترل
استراتژی‌های کلیدی برای کاهش خطر زئونوزها شامل موارد زیر است:
- نظارت یکپارچه بر سلامت انسان، حیوانات و محیط زیست (سلامت واحد)
- واکسیناسیون دام‌ها و حیوانات خانگی
- آموزش بهداشت به جوامع محلی
- بهبود استانداردهای بهداشتی در کشتارگاهها و مزارع

## نمونه‌های تاریخی
- طاعون خیارکی (قرن ۱۴): منتقل‌شده از جوندگان به انسان، موجب مرگ ۷۵–۲۰۰ میلیون نفر
- آنفلوانزای اسپانیایی ۱۹۱۸: منشأ احتمالی پرندگان، ۵۰ میلیون قربانی
- کووید-۱۹ (۲۰۱۹): احتمالاً منشأ خفاش، بیش از ۶۰۰ میلیون مبتلا تا ۲۰۲۳

## فهرستی از برخی زئونوزها
- آبله گاوی
- آنفلوآنزای H1N1
- ابولا
- اریزیپلوتریکس روزیوپاتیه
- اسپارگانوز
- استرپتوکوک سوئیس
- اشریشیا کولی O157:H7
- اکینوکوکوس
- انسفالوپاتی اسفنجی شکل قابل سرایت
- انسفالوپاتی اسفنجی شکل گاوی یا «بیماری جنون گاوی»
- اورف(بیماری دامی)
- اورنیتوز (پسیتاکوز)
- بابزیوز
- بارتونلوز
- بالانتیدیاز
- بروسلوز
- بورلیا (بیماری لایم)
- بیلارزیا
- بیماری جنگل‌های کیاسانور
- بیماری خراش گربه
- بیماری شاگاس
- بیماری کروتزفلد-ژاکوب
- پاستورلوز
- پسیتاکو یا «تب طوطی»
- تب اروپوشه
- تب پاپاتاسی
- تب خون‌ریزی دهنده امسک
- تب خون‌ریزی دهنده بولیوی
- تب خون‌ریزی دهنده کره
- تب خون‌ریزی دهنده کنگو-کریمه
- تب دره ریفت
- تب دنگ
- تب زرد
- تب کیو
- تب لاسا
- تب منقوط مدیترانه‌ای
- تب هموراژیک ونزوئلایی
- تریشینوز
- توکسوپلاسموز
- توکسوکاریازیس
- تولارمی
- چیکونگونیا
- حصبه
- ریکتزیا
- ژیاردیا لامبلیا
- سارس
- سودوکو
- طاعون
- قارچ پوستی (تینیا کانیس)
- کامپیلوباکتریوز
- کریپتوسپوریدوز
- کلامیدوفیلا پسیتاسی
- لپتوسپیروز
- لیستریوز
- لیشمانیوز
- مالاریا
- سل گاوی
- مایکوباکتریوم مارینوم
- نئوسپوروز
- هاری
- هانتاویروس
- هنیپاویروس
- وبا
- ویروس انسفالیت اسبی شرقی
- ویروس انسفالیت اسبی غربی
- ویروس انسفالیت اسبی ونزوئلایی
- ویروس برنا عفونت
- ویروس پومالا
- ویروس زیکا
- ویروس کوریومننژیتیس لنفوسیتیک
- تب ماربورگ
- ویروس نقص ایمنی انسانی
- تب نیپا
- ویروس نیل غربی
- هپاتیت ب
- ویروس هندرا
- یرسینیوز
- سیاه زخم

## نقش دامپزشکان
- تشخیص زودهنگام: استفاده از تکنیک‌های مولکولی مانند PCR برای شناسایی عوامل بیماری‌زا در حیوانات پیش از بروز علائم بالینی.[۹]
- واکسیناسیون: اجرای برنامه‌های واکسیناسیون دام‌ها علیه بیماری‌هایی مانند هاری و تب مالت.
- نظارت بر حیات وحش: شناسایی عوامل نوظهور در حیوانات وحشی مانند ویروس‌های خانواده cCoronaviridae.[۱۰]
- کنترل زنجیره انتقال: مدیریت بهداشت در کشتارگاه‌ها و جلوگیری از تماس انسان با حیوانات آلوده.

## نقش پزشکان
- تشخیص بالینی: شناسایی علائم بیماری‌هایی مانند تب خونریزی‌دهنده کریمه-کنگو (CCHF) بر اساس سابقه تماس با حیوانات.[۱۱]
- درمان هدفمند: استفاده از پروتکل‌های اختصاصی برای عفونت‌های باکتریایی (مانند بروسلوز) یا ویروسی (مانند هاری).
- آموزش عمومی: هشدار دربارهٔ خطرات مصرف محصولات دامی غیرپاستوریزه.[۹]
- گزارش‌دهی اپیدمیولوژیک: ثبت موارد ابتلا و همکاری با نهادهای بهداشتی برای کنترل شیوع.

## نقش سلامت واحد (One Health)
این رویکرد بین‌رشته‌ای بر همکاری سه حوزه تأکید دارد:
- همکاری بین سازمانی: ایجاد شبکه‌های نظارتی مشترک بین سازمان دامپزشکی، وزارت بهداشت و محیط‌زیست.
- پژوهش‌های یکپارچه: مطالعه عوامل بیماری‌زای نوپدید در حیوانات و ارزیابی ریسک انتقال به انسان.
- مدیریت ایمنی غذایی: نظارت بر فرآوری محصولات دامی از مزرعه تا مصرف.
- آموزش جامع: افزایش آگاهی دربارهٔ راه‌های انتقال و رفتارهای بهداشتی.

## نمونه‌های همکاری موفق
- کنترل هاری در ایران: واکسیناسیون سگ‌های ولگرد توسط دامپزشکان و توزیع واکسن PEP برای انسان‌های گازگرفته‌شده توسط پزشکان.[۹]
- مبارزه با تب مالت: ترکیب واکسیناسیون دام‌ها با آموزش جوامع روستایی دربارهٔ خطرات شیر غیرپاستوریزه.